# Tradiciones navideñas en Costa Rica

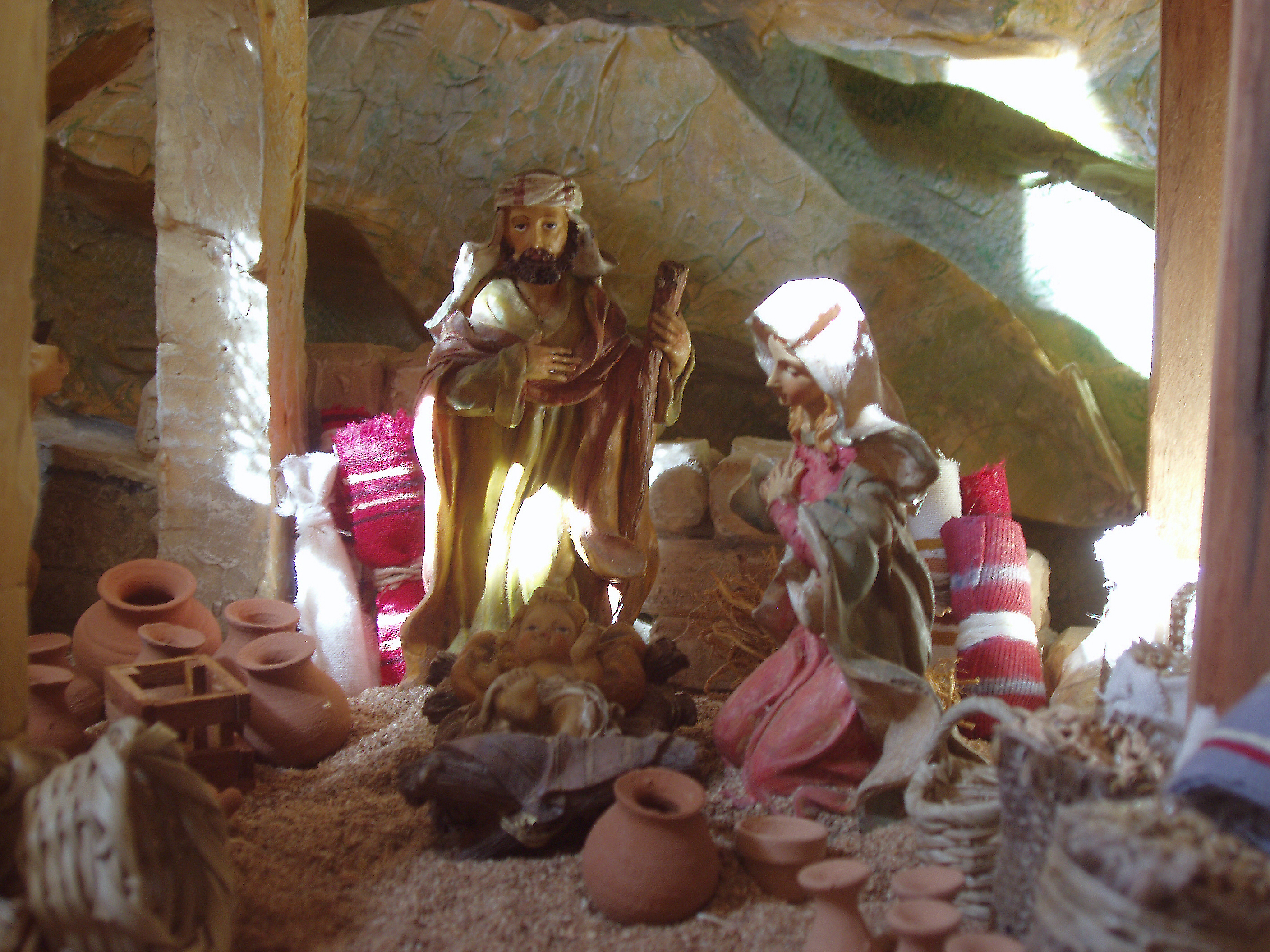
Escena navideña en Costa Rica.

Las tradiciones navideñas en Costa Rica incluyen diversas costumbres centenarias combinadas con elementos de la globalización. De esta forma, se encuentran ritos de la religión cristiana católica, como la colocación del portal navideño, con costumbres foráneas como el árbol de Navidad. Generalmente, es tradición adornar las ciudades, casas, comercios y empresas con luces y objetos alusivos a la época, lo cual se hace desde finales de noviembre o principios de diciembre.
Tradicionalmente, las familias se reúnen el 24 o 25 de diciembre para la cena de Navidad y la misa de gallo, y es en esta celebración que se realiza el intercambio de regalos. Entre las creencias navideñas en Costa Rica, destaca que el personaje encargado de entregar los regalos es el Niño Dios, mientras que en otras familias se inculca que es Santa Claus (al que también se le llama San Nicolás, y de forma coloquial, Colacho), o bien, los mismos padres. Una nueva reunión familiar ocurre el 31 de diciembre o el 1 de enero, para celebrar el año nuevo.

## Cocina

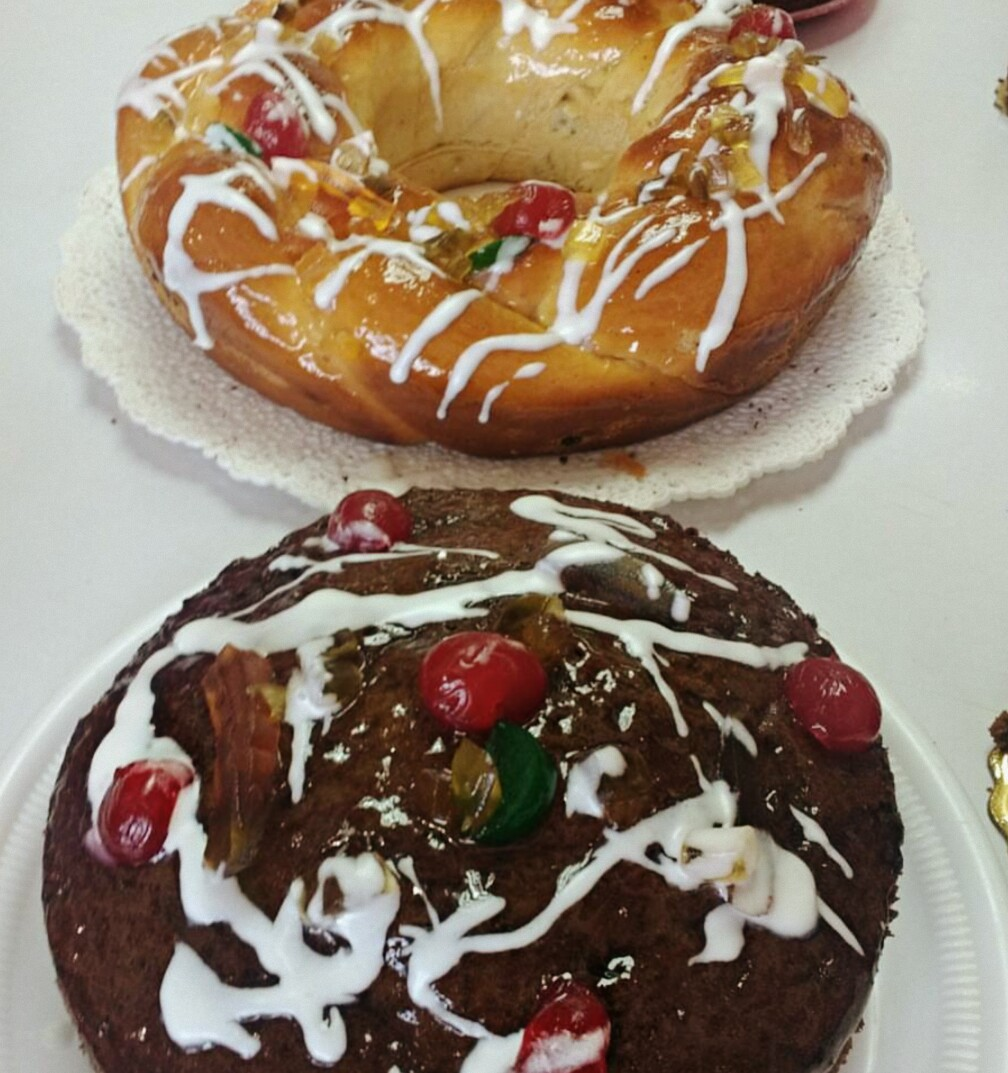
Queque navideño y rosca de reyes, tradicionales en la Navidad costarricense.

Uno de los factores más identificables de la identidad cultural costarricense durante la Navidad es su gastronomía. En Costa Rica, el tamal navideño de maíz con cerdo, pollo y guiso, envuelto en hojas de plátano, es considerado el platillo navideño por excelencia. Una celebración popular entre las familias es la tamaleada, en la que se reúnen para elaborar este platillo, mientras comen y beben diversas preparaciones usuales de la época, para culminar probando los primeros tamales que salen de la olla. Una encuesta de 2014 determinó que los costarricenses prepararan 392 millones de tamales en diciembre, que un 91,3% de la población come tamales en esta temporada y que un 62% de los hogares posee la tradición de cocinarlos. Su consumo data de la época precolombina, así como su asociación con temas religiosos, pues fue usado como ofrenda por los indígenas.
En Nochebuena y Nochevieja, algunas familias preparan una comida que puede variar entre arroz con pollo, garbanzos con pollo o costilla de cerdo, lomo relleno, pollo o pavo asados al horno y jamón de pernil, pero destaca especialmente la pierna de cerdo bañada en alguna salsa agridulce (casi siempre a base de ciruelas). El plato principal se puede acompañar con ensalada de papa con manzana, ensalada jardinera, puré de papa, verduras hervidas, puré de manzana, arroz blanco, con almendras o con pasitas; puré de camote, y muchas familias añaden ensalada rusa. Durante esta época festiva también son tradicionales el consumo de manzanas, peras y uvas.
Entre los postres están el tronco de Navidad, el bizcocho de maíz, el flan de coco con caramelo o dulce de leche, la rosca  de reyes, las galletas navideñas, el pan dulce y el panetón. También es típico beber rompope, el cual se puede ingerir a cualquier hora pero la tradición es hacerlo durante las fiestas familiares. Acompañando al rompope es tradicional comer queque navideño, una especie de budín que se hace con harina, azúcar moreno, leche, mantequilla, huevo, frutas confitadas, nueces, almendras, ciruelas pasas, ron y coñac.

## Decoraciones

### El portal o pasito

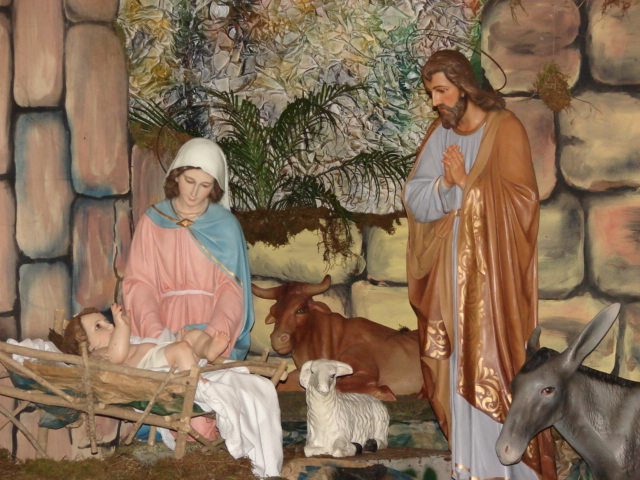
Portal de la Iglesia de Barva de Heredia, Costa Rica.

En Costa Rica, el belén recibe el nombre tradicional de portal o pasito. El pasito son las 5 esculturas principales de la decoración (la Sagrada Familia, la mula y el buey), mientras que el portal es el conjunto de todas las figuras, junto con la escenografía. El nombre pasito deriva de la palabra paso, que en España designa a un grupo de esculturas generalmente de grandes proporciones, que se sacan en procesión en Semana Santa. 
Generalmente, en el pasito navideño se colocan, dentro de una casita de madera (simulando un establo), esculturas que representan a la Sagrada Familia, los tres reyes magos, un pastor con sus ovejas, una mula, un buey y un ángel. Tradicionalmente, el portal se coloca a finales del mes de noviembre o principios de diciembre, salvo la figura del Niño Dios, que se coloca a la medianoche del 24 de diciembre. De la misma manera, es tradición colocar las figuras de los reyes magos de camino hacia el portal, y luego, el 6 de enero, se mueven a la par de la Sagrada Familia, o en otros casos se les da vuelta simulando el regreso de los magos a sus tierras. El pasito navideño se coloca en algún sitio visible de la casa, pero lo más común es hacerlo bajo el árbol de Navidad. Antiguamente, las piezas estaban fabricadas artesanalmente de yeso o madera, actualmente se hacen de materiales más resistentes.
La colocación del portal navideño inició durante la época de la colonia, con imágenes traídas de Guatemala. Luego de la independencia de Costa Rica en 1821, el nexo con los talleres imagineros guatemaltecos menguó, y esto propició la creación de esculturas en talleres imagineros locales, principalmente ubicados en Cartago y Barva. La apreciación artística del pasito navideño se definió con el trabajo de imagineros-escultores como Manuel Rodríguez Cruz y Manuel María Zúñiga a finales del siglo XIX y principios del siglo XX.
Durante la Colonia, se originó la tradición de realizar actividades como rezos, comidas y visitas frecuentes a los familiares para contemplar la colocación del portal. Las oraciones al pie de los portales son una tradición que se ha mantenido hasta la actualidad en ciertos cantones del país y culminan con el tradicional Rezo del Niño.
La preparación del pasito navideño es una actividad familiar. Los portales costarricenses cuentan con algunas características autóctonas, como es la colocación de otras figuras, formas y colores que lo distinguen de otros países. Uno de los elementos más tradicionales es colocar las figuras sobre musgo seco, conocido localmente como lana. Algunas familias acostumbran colocar también aserrín de colores, flores, adornos, juguetes y plantas ornamentales representativas del país, por lo que no es extraño encontrar algunos pasitos navideños con escenografía tropical, formas que representan la selva, la flora y la fauna costarricenses, ríos, lagos, montañas y volcanes. Además de carretas típicas pintadas, pequeños canastos para recolectar café, y hasta personajes vestidos con el traje típico costarricense, todos mezclados con las tradicionales figuras del belén.

### Árbol de Navidad

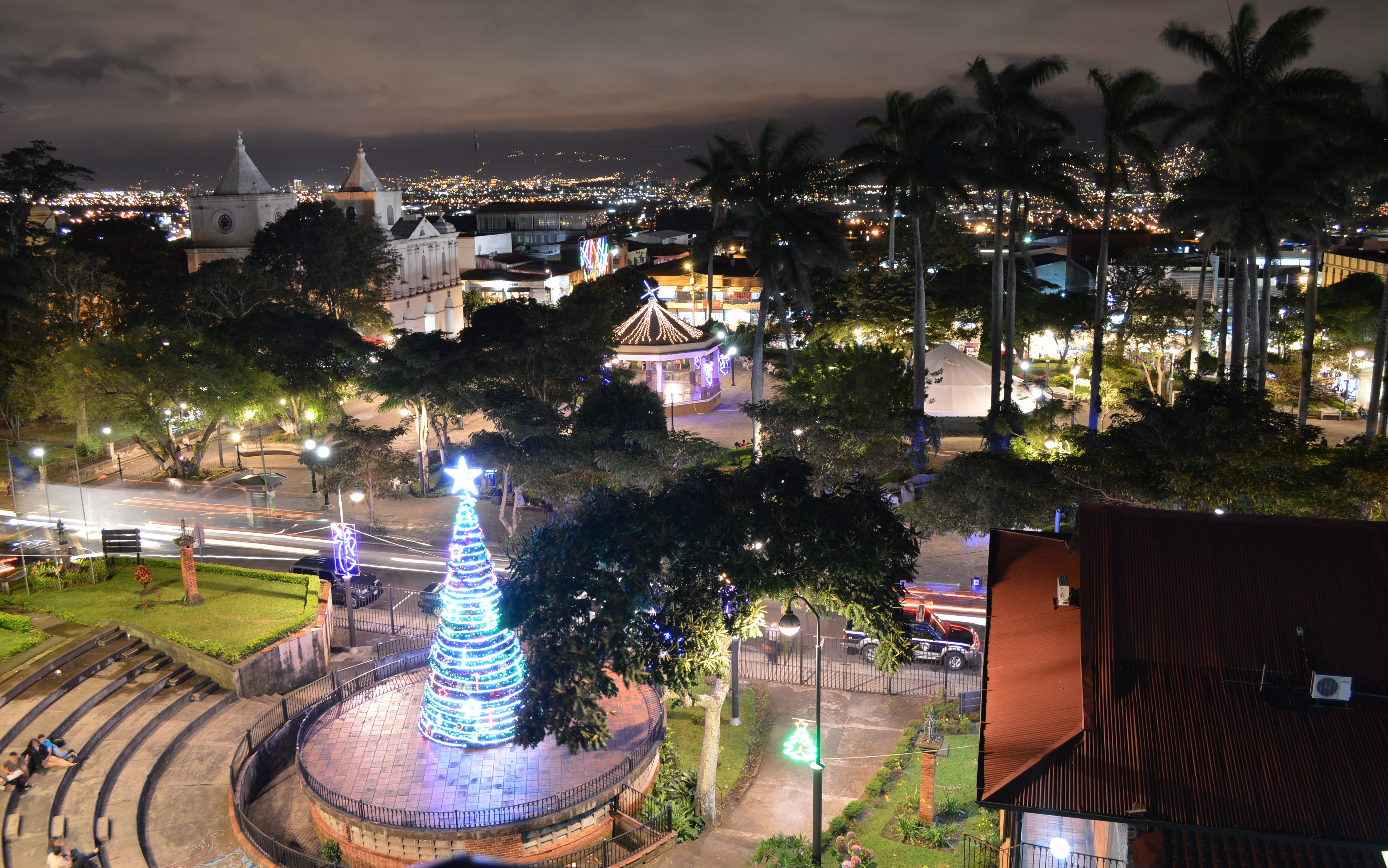
Árbol de Navidad en el parque de la ciudad de Heredia.

Al igual que en otros países, en Costa Rica es costumbre colocar un árbol con adornos para celebrar la Navidad. Este suele ser un ciprés o un pino, y puede ser tanto natural como artificial. Se le adorna con esferas, estrellas, muñecos, cintas y gran cantidad de luces, además de otros ornamentos alusivos a la Navidad. La costumbre de colocar el árbol de Navidad en Costa Rica data del siglo XIX. 
Según Ferrero, el árbol de Navidad fue introducido por los inmigrantes europeos y norteamericanos y los costarricenses que comerciaban café en Inglaterra, y alentado por la élite gobernante liberal de finales del siglo XIX, como una forma de combatir la costumbre de colocar portales navideños, pues los gobernantes costarricenses de esa época eran partidarios del positivismo, que estimulaba dejar de lado las tradiciones religiosas como una forma de civilizar al pueblo. Para ellos, la colocación del árbol de Navidad era un signo de modernidad. La colocación de un árbol de Navidad aparece por primera vez en la literatura costarricense en la novela «Las hijas del campo» de Joaquín García Monge. 
La colocación del árbol de Navidad comenzó a generalizarse después de 1950. En Costa Rica, una de las tradiciones más arraigadas es el encendido de las luces del árbol de Navidad del Hospital Nacional de Niños, como una forma de dar esperanza a los niños enfermos hospitalizados en dicho nosocomio. La colocación del árbol de Navidad es una costumbre casi generalizada en parques, plazas, sitios públicos, centros comerciales y negocios durante la época navideña. La costumbre de colocar el portal en casa, sin embargo, no desapareció y en muchas familias es tradicional colocar el árbol de Navidad con el portal a sus pies.

## Personajes

### El Niño Dios y la Sagrada Familia
La Sagrada Familia, encabezada por el Niño Dios (cariñosamente llamado "El niñito"), son los protagonistas principales de la festividad navideña en Costa Rica. En Costa Rica, durante la celebración de la Nochebuena y la Navidad, es común la entrega de regalos, y según la tradición navideña, es el Niño Dios el encargado de entregar estos obsequios. Una encuesta de 2015 reveló que un 39% de los costarricenses acostumbran decirle a sus hijos que es el Niño Dios quien trae los regalos, mientras que un 27% lo atribuye a Santa Claus y 32% les dice que son los padres o familiares.

### Colacho

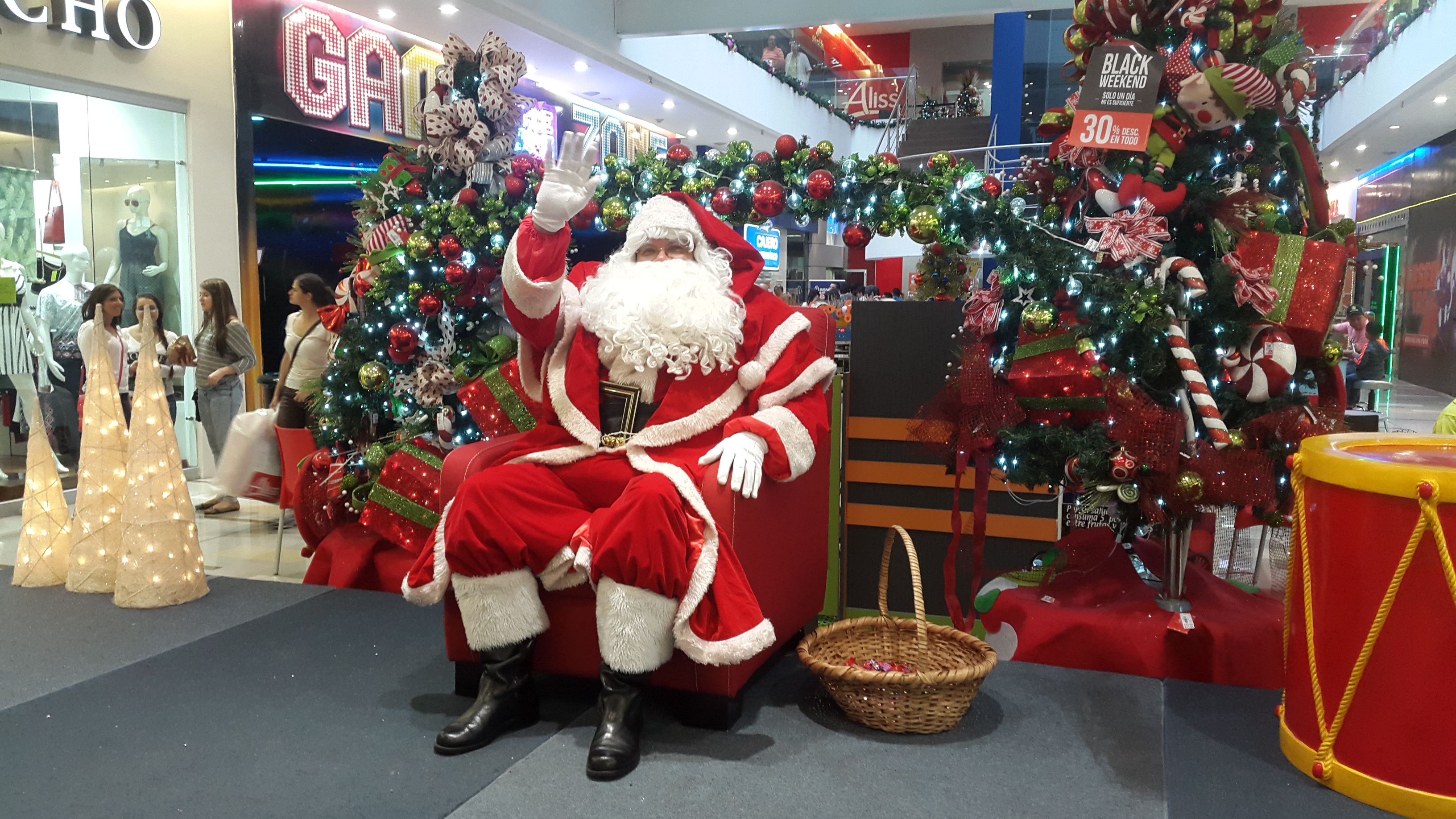
Hombre disfrazado de Colacho en un centro comercial de San José, Costa Rica.

Colacho es el nombre coloquial que usan los costarricenses para referirse a Santa Claus (Papá Noel). La palabra deriva de Nicolacho, un apodo que se usa en Costa Rica para dirigirse a los que se llaman Nicolás, en este caso concreto, a San Nicolás de Bari. La iglesia católica costarricense celebra el día de este santo el 6 de diciembre dentro de la liturgia cristiana, pero su asociación con las tradiciones navideñas proviene de la globalización, en especial con el arribo de la Coca Cola a Costa Rica en la década de 1950. Por esto, la fisonomía del personaje se corresponde con el estereotipo del Santa Claus anglosajón: barba blanca, traje rojo con blanco, con un gorro rojo, botas y cinturón negros, que viaja en un trineo con una gran bolsa de regalos, tirado por renos, al que los niños escriben cartas pidiendo regalos. Para algunas familias, es el que entrega los regalos de Navidad la noche del 24 de diciembre, colándose en las casas por las puertas, las ventanas o mediante magia, ya que las casas en Costa Rica rara vez tienen chimenea. Se suele adornar las casas y los negocios con elementos alusivos a la Navidad, entre ellos figuras de Colacho, además de gorras y botas navideñas del personaje, donde se depositan dulces o regalos.  En Costa Rica, los sectores más nacionalistas o religiosos prefieren a otros personajes como iconos de la Navidad, como el Niño Dios o los Reyes Magos, en lugar de Colacho, pues para ellos es un personaje ajeno a la tradición costarricense, menos espiritual y más asociado con el mercantilismo que predomina en la época. No obstante, además del nombre, al Santa Claus costarricense se le han ido agregando algunos elementos tradicionales del país, por ejemplo, en algunos desfiles de fin de año, como el Tope Nacional, se le ve montar a caballo.

### Los Reyes Magos
Al igual que en otras latitudes, los Reyes Magos de la tradición costarricense son tres (Melchor, Gaspar y Baltazar). Los personajes aparecen en desfiles y otras celebraciones locales durante la fecha, generalmente montados a caballo. En Costa Rica, al igual que en otras partes del mundo donde predomina la religión católica, se conmemora la Epifanía o Día de Reyes el 6 de enero de cada año. A diferencia de otros países, donde la entrega de los regalos de Navidad se da en esta fecha, en Costa Rica ocurre el 24 o 25 de diciembre. En dicha celebración, las familias católicas se reúnen para realizar una oración ante el portal navideño, y luego degustan alimentos propios de la fecha, como el pan dulce, el bizcocho, el rompope y en algunos casos, el roscón de Reyes. Destacan los desfiles de reyes en el cantón de Esparza, provincia de Puntarenas.

## Misa de gallo
Al igual que en otros países de América Latina de tradición católica, en Costa Rica se celebra la misa de gallo la noche del 24 de diciembre, en diversas iglesias del país.

## Posadas
En algunos pueblos de Costa Rica es común que durante la época navideña se realicen las tradicionales posadas, en las cuales las familias se reúnen para visitar a sus vecinos o visitar las iglesias y cantar villancicos alusivos a la Navidad, recreando la búsqueda de José y María en Belén por un lugar donde descansar justo antes del nacimiento de Jesús de Nazaret.

## Fiestas de fin de año

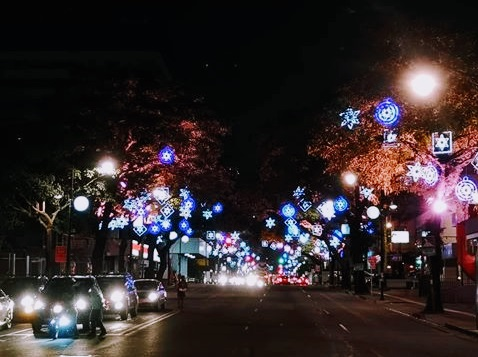
Decoraciones navideñas en el Paseo Colón, ciudad de San José.

En la ciudad de San José se llevan a cabo diversas festividades masivas tradicionales que inician en la primera semana de diciembre con las iluminaciones de la fachada del Museo de los Niños y el árbol navideño del Hospital de Niños, y continúan en la segunda semana de diciembre con el avenidazo, un conjunto de conciertos, actividades culturales y culinarias llevadas a cabo a lo largo de toda la Avenida Central, y el Festival de La Luz, un tradicional desfile de bandas y carrozas. Más tarde, el 25 de diciembre comienzan las Fiestas de San José, celebradas en el distrito de Zapote, al este del conurbano josefino, donde se dan las populares corridas de toros, junto con pequeños puestos de comidas, bebidas, música y multitud de juegos mecánicos. Además, el 26 se realiza el Tope de San José, un desfile de caballos con diversos conciertos y el 27 se da el Carnaval de San José, un desfile de conjuntos musicales, grupos de baile, cimarronas y bandas.
Tras la culminación de las Fiestas de San José, en la segunda semana de enero comienzan las Fiestas de Palmares, en la localidad homónima de la provincia de Alajuela. Estos festejos son los más multitudinarios del país, con topes, desfiles, decenas de conciertos de artistas nacionales e internacionales y enormes corridas de toros.

## Rezo del Niño
El Rezo del Niño es la celebración obligatoria antes de quitar el portal en Costa Rica. Se lleva a cabo desde el 25 de diciembre (pasando por el 6 de enero que es el Día de Reyes), hasta el 2 de febrero, celebración de la Fiesta de la Candelaria. En dicho rezo las familias se reúnen para recitar el Rosario y se invita además familiares, amigos y vecinos a compartir alimentos. Es una tradición arraigada en la fe de la población católica del país, presente en Costa Rica desde la época de la Colonia. Sus antecedentes más conocidos son unas fiesta llamadas "alabados", donde se realizaban plegarias y se tocaba música, que datan del siglo XV. En las regiones rurales, el Rezo del Niño es una festividad que se celebra a lo grande con comidas tradicionales, juego de pólvora, coro, músicos y una persona que oficia de rezador. Se entonan villancicos, canciones, coplas y plegarias, que normalmente se realizan frente al portal navideño. Otra tradición de la época es vestir la imagen del Niño Dios con ropajes hechos para la ocasión, ya que dicho día 2 de febrero también se celebra la presentación de Jesús en el Templo.

## Galería

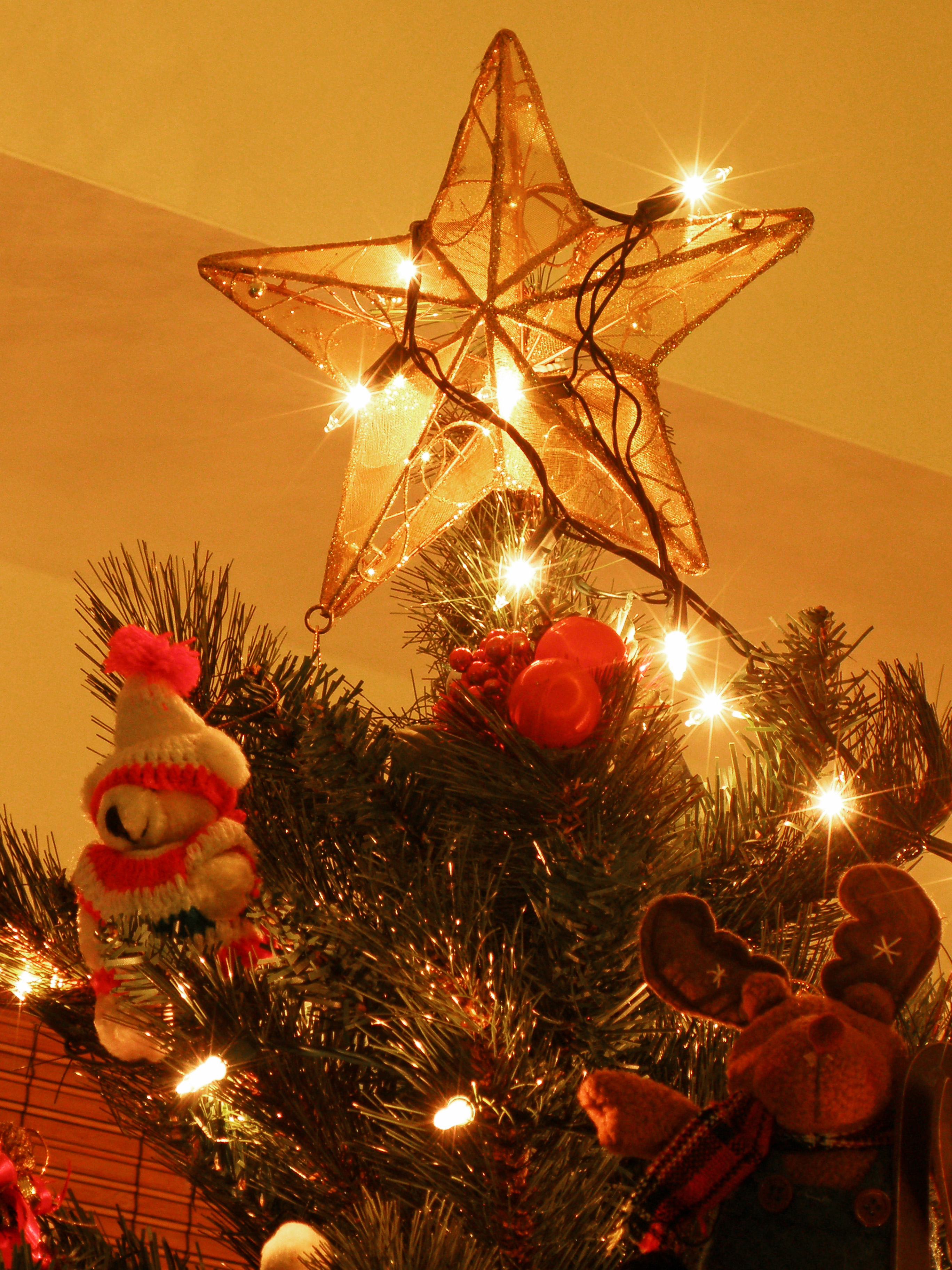